# Seoraksan Nationaal Park

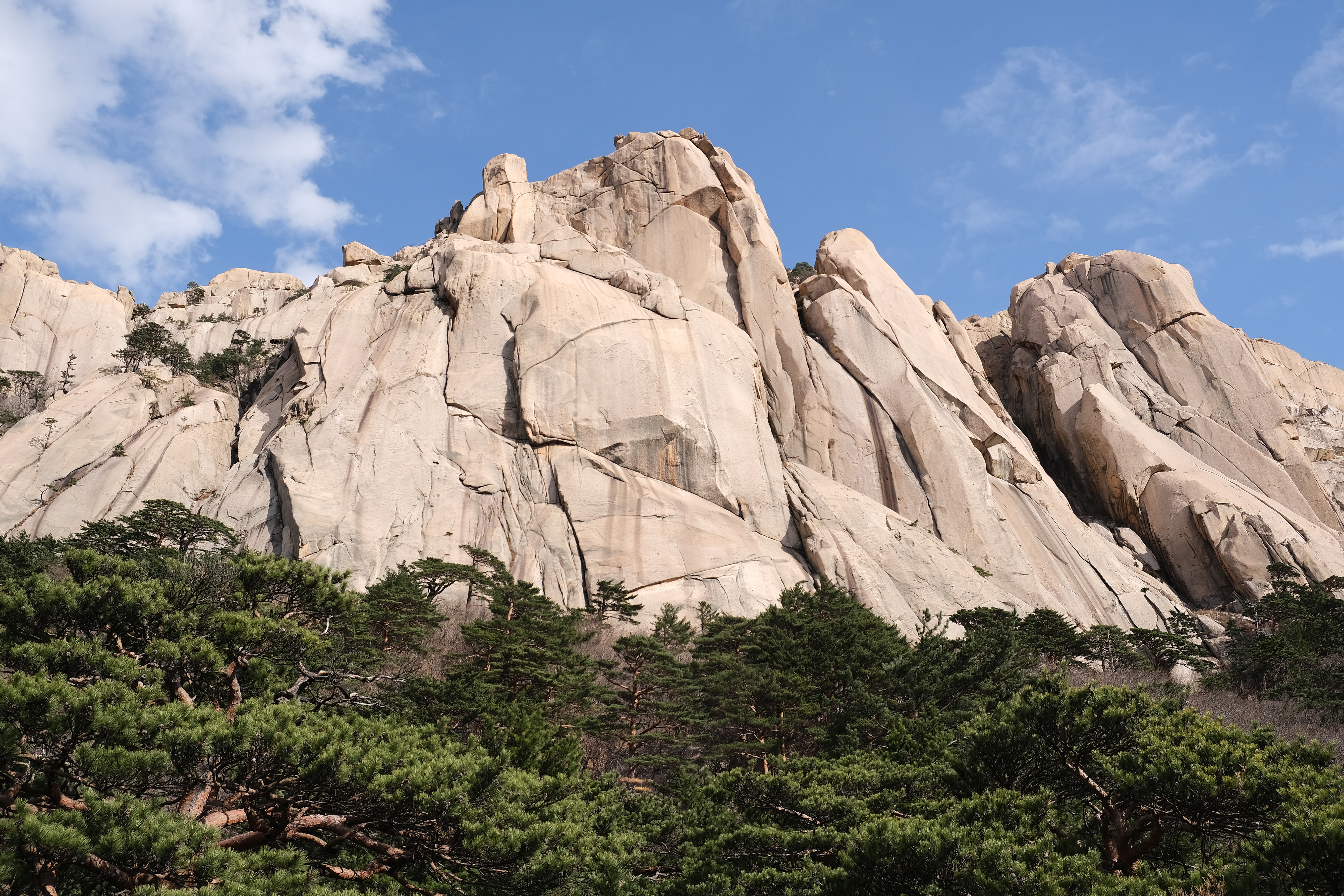
Ulsanbawi

Seoraksan Nationaal Park (Koreaans: 설악산국립공원, Seoraksan Gungnip Gongwon) is een nationaal park in de provincie Gangwon in het noordoosten van Zuid-Korea. Het park beslaat een groot deel van het Seoraksan-gebergte en is met een oppervlakte van ongeveer 398 km² een van de grotere nationale parken van het land. Het gebied wordt gekenmerkt door steile granieten pieken, kloven, rivieren en een rijke biodiversiteit.

## Geschiedenis
Seoraksan werd op 24 maart 1970 aangewezen als nationaal park. In 1982 werd het opgenomen op de voorlopige lijst van het UNESCO-werelderfgoed vanwege de geologische, ecologische en culturele waarde. Sinds de opening is het park ontwikkeld met wandelroutes, bezoekerscentra en beperkte infrastructuur om de natuurlijke omgeving te beschermen en tegelijkertijd recreatie mogelijk te maken.

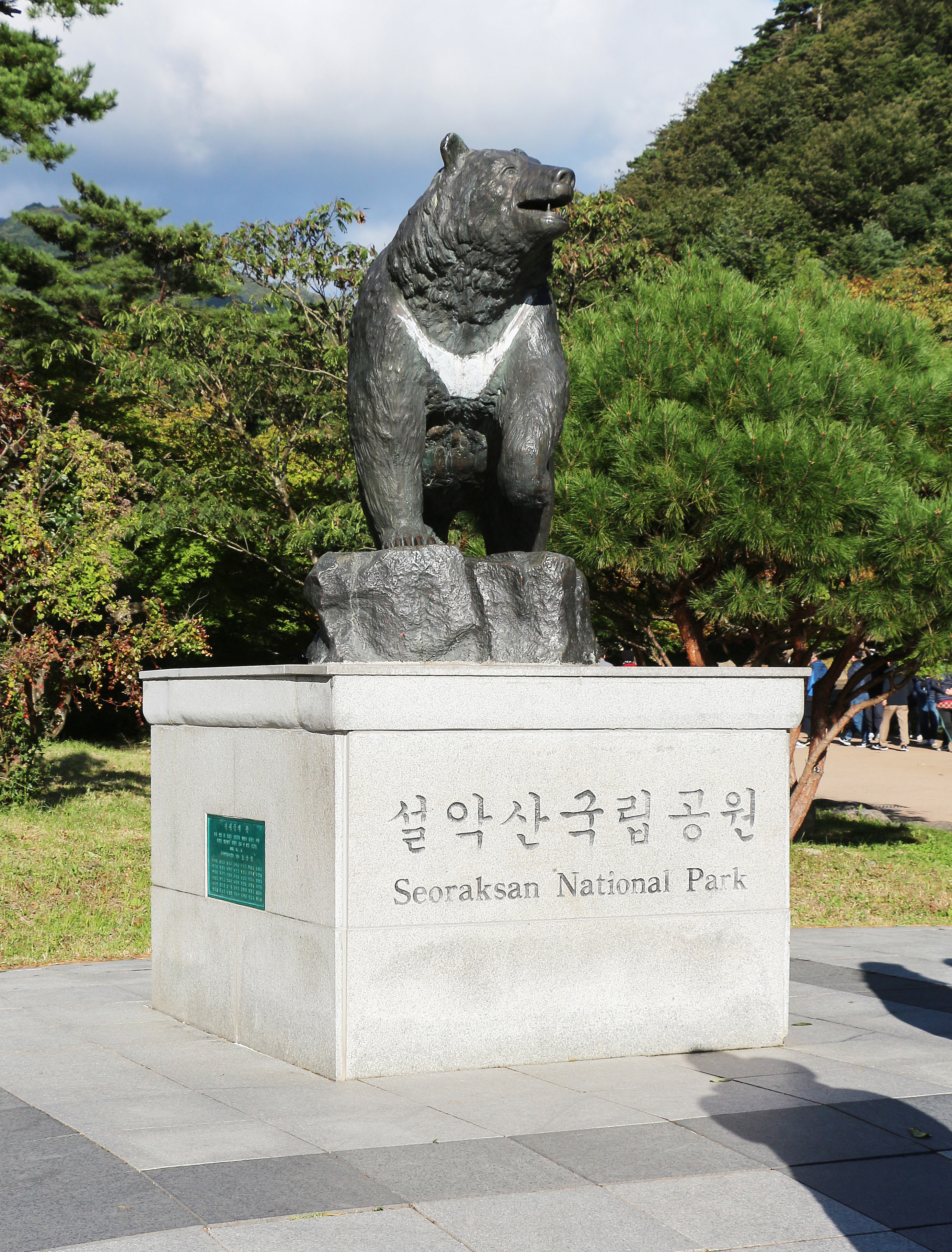
Sculptuur van een Aziatische zwarte beer

## Geografie
Het park ligt in het oostelijke deel van het Taebaek-gebergte en kent een gevarieerd landschap met hoge bergen, bossen en rivieren. De hoogste top is Daecheongbong (1.708 meter), die wordt beschouwd als een van de hoogste bergen van Zuid-Korea.
Naast Daecheongbong behoren ook markante rotsformaties tot het park, waaronder Ulsanbawi, een reeks granieten pilaren met steile wanden. Andere opvallende natuurlijke bezienswaardigheden zijn de Cheonbuldong-vallei, die populair is in de herfst vanwege de herfstkleuren, en de Biryong-waterval. Ook zijn er warmwaterbronnen in het zuiden van het park bij Osaek.

## Flora en fauna
Binnen het park komen meer dan 1.500 plantensoorten voor. De vegetatie varieert van gemengd loofbos in lagere delen tot naaldwouden en alpenplanten in de hogere regionen. Onder de diersoorten bevinden zich bedreigde soorten zoals de Aziatische zwarte beer (Ursus thibetanus), het Siberische muskushert en diverse roofvogelsoorten.
Het park wordt ecologisch belangrijk geacht, mede vanwege het voorkomen van zeldzame planten- en diersoorten, en speelt een rol in natuurbehoudsprogramma’s van de Koreaanse overheid.

## Cultuur en religie
Seoraksan heeft naast natuurwaarden ook cultureel en religieus belang. In het park bevinden zich diverse boeddhistische tempels, waarvan de Sinheungsa-tempel de bekendste is. Deze tempel dateert volgens historische bronnen uit de 7e eeuw en fungeert nog steeds als religieus centrum.
Bij de toegang van Sinheungsa staat een groot bronzen boeddhabeeld (Tongil Daebul), dat symbool staat voor vrede en hereniging.

## Recreatie en voorzieningen
Het park is ingericht voor recreatie en natuurbeleving, met gemarkeerde wandelroutes, uitzichtpunten en bezoekerscentra. Wandelroutes leiden naar onder meer Ulsanbawi, Biryong Falls en de top van Daecheongbong.
Daarnaast is er een kabelbaan die bezoekers naar de resten van het oude bergfort Gwongeumseong brengt, vanwaar uitzicht is op de omliggende valleien en bergen.

## Beheer
Seoraksan National Park wordt beheerd door de Korea National Park Service. Deze instantie houdt toezicht op natuurbehoud, regulering van bezoekersstromen en onderhoud van infrastructuur. Het beleid is gericht op het beschermen van de biodiversiteit en het landschap, terwijl duurzame vormen van toerisme worden ondersteund.